# Рангелова, Нина
Нина Рангелова (болг. Нина Рангелова; род. 22 октября 1990, Пловдив) — болгарская пловчиха. Специализируется в плавании вольным стилем на дистанциях 200 и 400 метров.
Дебютировала в составе сборной страны на летних Олимпийских играх 2008 года (только на дистанции 200 метров), заняв лишь 30-е место. Спустя четыре года выступила уже в трёх дисциплинах, финишировав на дистанции 400 метров с национальным рекордом, который, однако, принёс её только 23-е место. В общей сложности тринадцатикратная рекордсменка Болгарии.
Тренируется в США в Южном методистском университете.